# 谢先文
谢先文（？—），男，中华人民共和国政治人物，曾任福建省经济贸易委员会主任，福建省人大常委会副主任。